# Palazzo Nuovo de Bergame
Le palazzo Nuovo (Palais Neuf) de Bergame dans le nord de l'Italie est un palais construit par Vincenzo Scamozzi (1548-1616) au début du XVIIe siècle. Il se trouve piazza Vecchia, dans la partie ancienne de la ville, sur le côté opposé au palais de la Raison (palazzo della Ragione), construit à la fin du XIIe siècle. Le palazzo Nuovo abrite la bibliothèque Angelo Mai.

## Architecture
Le palazzo Nuovo a été selon un projet de Scamozzi (1604-1611) d'abord pour abriter le siège de la commune au début du XVIIe siècle. Les dernières œuvres monumentales du palais datent de 1958 lorsque six statues de Tobia Vescovi ont été installées sur les entablements de la deuxième, cinquième et huitième fenêtres de la façade donnant piazza Vecchia.
La loggia d'accès qui allège la façade et soutient l'étage noble a été dessinée par Andrea Ceresola, dit le Vannone, à qui l'on doit, entre autres, la reconstruction du palais ducal de Gênes (1591) et la construction d'autres édifices de cette ville.

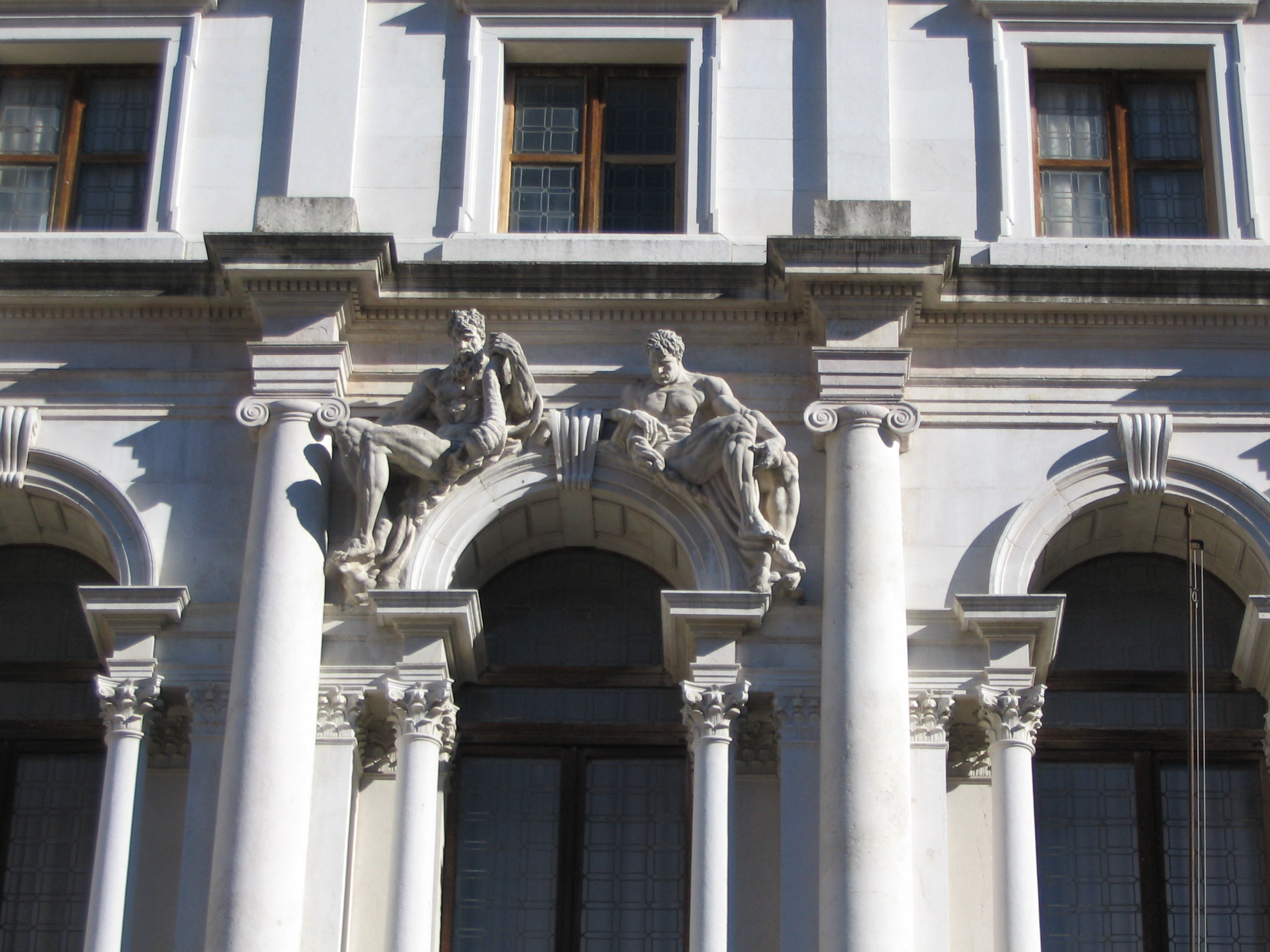
Cinquième entablement

La façade de marbre blanc de Zandobbio est l'œuvre en 1928 de l'architecte Ernesto Pirovano qui œuvra en particulier à Bergame. Elle se développe selon deux ordres superposés: le premier au rez-de-chaussée est caractérisé par les arcs de la loggia et le second, supérieur, par une série de nouvelles fenêtres qui s'ouvrent derrière un élégant balustre. Aussi bien les fenêtres du second ordre que les arcs de la loggia en dessous sont enfermés par des colonnes (doriques pour celles soutenant le premier étage ou étage noble; et ioniques pour les colonnes entre les fenêtres) superposées qui affinent l'ensemble. Le tout est terminé par un attique à balustrade.
De la colonnade externe, on passe à l'atrium, de style néoclassique, orné de marbres et de statues de pierre commémoratives qui créent une ambiance austère, mais apaisante. Parmi les œuvres ornementales les plus significatives de l'atrium, l'on distingue la « colonne Camozzi » (lutrin en forme d'arbre avec les armes de Bergame et de Brescia),  le buste de marbre de la poétesse Paolina Secco Suardo (d'une des familles aristocrates les plus éminentes de la ville, 1746-1801), celui de Jacopo da Calepio, dit le Calepin (1440-vers 1509), le buste de Bartolomeo Colleoni (1400-1475), et d'autres personnalités. 
Les murs sont clos en haut par vingt médaillons en plâtre de personnages fameux ayant œuvré à Bergame. Des fresques à grotesques et personnages allégoriques de Pietro Baschenis décorent les salons.

## Bibliothèque Angelo Mai
La Bibliothèque Angelo Mai, née d'un legs testamentaire émis par le cardinal Furietti à la cité le 13 février 1768, a d'abord été accueillie au palais de la Raison, avant d'être transférée en 1928 au palazzo Nuovo, où elle se trouve toujours. 
la bibliothèque possède aujourd'hui un des fonds les plus importants d'Italie, riche de 677 145 volumes, 2 280 incunables et 16 830 manuscrits.

## Source de la traduction
- (it) Cet article est partiellement ou en totalité issu de l’article de Wikipédia en italien intitulé « Palazzo Nuovo di Bergamo » (voir la liste des auteurs).